# 1660
Епоха великих географічних відкриттів •  Ганза •  Річ Посполита •  Запорозька Січ •  Руїна

## Геополітична ситуація
Османську імперію очолює Мехмед IV (до 1687). Під владою османського султана перебувають Близький Схід та Єгипет, Середземноморське узбережжя Північної Африки, частина Закавказзя, значні території в Європі: Греція, Болгарія та Сербія. Васалами османів є Волощина та Молдова.
Священна Римська імперія — наймогутніша держава Європи. Її територія охоплює, крім німецьких земель, Угорщину з Хорватією, Богемію, Північну Італію. Її імператор — Леопольд I Габсбург (до 1705).
Габсбург Філіп IV Великий є королем Іспанії (до 1665). Йому належать Іспанські Нідерланди, південь Італії, Нова Іспанія, Нова Гранада та Нова Кастилія в Америці, Філіппіни. Королем Португалії проголошено Альфонса VI, хоча Іспанія це проголошення не визнає. Португалія має володіння в Бразилії, в Африці, в Індії, в Індійському океані й Індонезії.
Північ Нідерландів займає Республіка Об'єднаних провінцій. Вона має колонії в Північній Америці, Індонезії, на Формозі та на Цейлоні. Король Франції — Людовик XIV (до 1715). Король Англії — Карл II Стюарт (до 1685). Королівство Англія має колонії в Північній Америці та на Карибах. Король Данії та Норвегії — Фредерік III (до 1670), король Швеції — Карл XI (до 1697). На Апеннінському півострові незалежні Венеціанська республіка та Папська область. Королем Речі Посполитої є Ян II Казимир (до 1668).
Царем Московії є Олексій Михайлович (до 1676). Козацьку державу очолює Юрій Хмельницький. На півдні України існує Запорозька Січ. Існують Кримське ханство, Ногайська орда.
В Ірані правлять Сефевіди.
Значними державами Індостану є Імперія Великих Моголів, в якій править Аурангзеб, Біджапурський султанат, султанат Голконда, Віджаянагара. В Китаї править Династія Цін. У Японії триває період Едо.

## Події

### В Україні
- Відбулася Слободищенська битва, в якій польсько-татарські сили завдали поразки українсько-московським.
- 17 жовтня в селі Слободище було укладено Слободищенський трактат — договір між гетьманом Юрієм Хмельницьким з Польщею.
- Війська Речі Посполитої завдали поразки московитам у битві під Чудновим (чуднівська кампанія).

### У світі
- 25 травня в Англії відновлено монархію — новий король Карл II з династії Стюартів висадився у Дуврі і через чотири дні прибув до Лондона.
- Королем Швеції став п'ятирічний Карл XI.
- Підписано Олівський мир між Річчю Посполитою та Швецією. Польський король відмовився від претензій на шведський трон та Лівонію.
- Підписано Копенгагенський мир між Данією та Швецією. Швеція повернула Данії Тронгейм.
- У Бостоні страчено квакерку Мері Даєр.

### Наука та культура
- Сформульовано закон Гука.
- Семюел Піпс почав писати свій щоденник, у якому відобразив життя Лондона середини століття.
- 28 листопада засновано Лондонське королівське товариство.
- За наказом короля Людовика XIV спалено «Листи до провінціала» Блеза Паскаля.
- У Лондоні знову відновлено театри. На сцену вперше вийшла актриса.

## Народились
див. також Категорія:Народились 1660
- 16 квітня — Ганс Слоун, англійський медик, натураліст, колекціонер, президент Лондонського королівського товариства.
- 2 травня — Алессандро Скарлатті, італійський композитор.
- 28 травня — Георг I, король Англії (з 1714)

## Померли
див. також Категорія:Померли 1660
- 6 серпня — На 62-му році життя помер іспанський живописець Дієго Веласкес